# Kolibřík rezavolesklý
Kolibřík rezavolesklý (Selasphorus rufus) je malý, kolem 8 cm dlouhý druh kolibříka s dlouhým, rovným a štíhlým zobákem. Tito kolibříci jsou známí pro svou schopnost překonávat během migrace až 6400 kilometrů dlouhou trasu.

## Popis
Malý kolibřík měřící 7–9 cm, s rozpětím křídel 11 cm a hmotností 2–5 g. Samec má bílou náprsenku, rezavé tváře, boky i ocas a červenooranžově lesklé hrdlo. Někteří samci mohou mít příměs zelené barvy na temeni nebo zádech. Samice je zelenobílá, s červenooranžovými lesklými peříčky na hrdle. Ocas je tmavý, s bílou špičkou a rezavou základnou. Samice jsou o něco větší než samci.

## Rozšíření

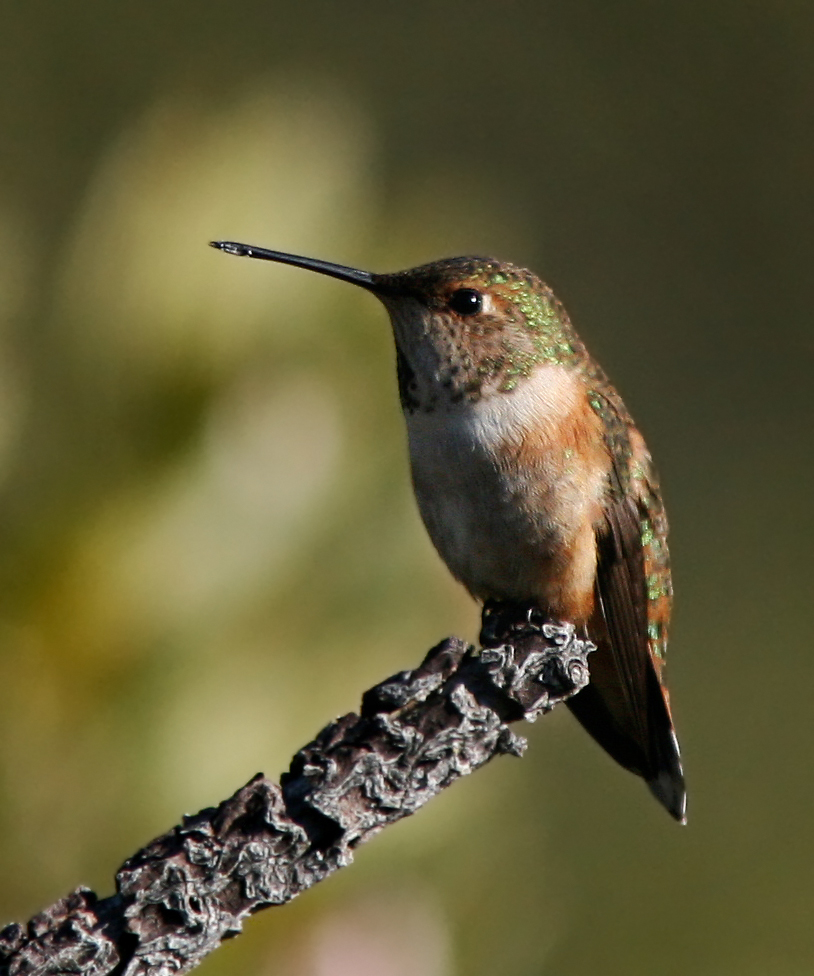
Dospělá samice

Kolibříci rezavolesklí na západě táhnou přes Skalnaté hory do místních údolí, kam dorazí v květnu, kdy jsou zde, ve vrcholné době květu rostlin, optimální podmínky. Jsou tací, co zůstanou na jednom místě po celé léto; v takovém případě migranti, stejně jako hnízdící ptáci, často agresivně přebírají a hájí krmná stanoviště. Druh většinou zimuje v Mexickém státě Querétaro, přičemž při migraci urazí až 6400 km, což je pozoruhodný výkon na tvora, který váží jen 3 až 4 g. Dospělí samci mají tendenci migrovat dříve než samice a mladí ptáci.

## Ekologie
Živí se květním nektarem. Čas od času obohacuje svůj jídelníček hmyzem, jenž najde na květech nebo jej uloví za letu.
Samci i samice jsou teritoriální, ovšem každé pohlaví obsazuje jiný typ teritoria. Více agresivní samci obhajují místa s více zdroji potravy a samice se stáhnou na méně úživná stanoviště. Samci mají kratší křídla než samice, takže mají vyšší výdej energie, ale ovládají potravně bohatší teritorium; samicím jejich delší křídla zase umožňují lety na delší vzdálenost při menším energetickém výdeji než u samců, čímž si kompenzují nedostatek potravy ve svém teritoriu.
Nejvíce hnízdí na otevřených horských svazích a okrajích lesů od jižní Aljašky přes Britskou Kolumbii a tichomořské pobřeží až do Kalifornie. Hnízdí tak severně na Aljašce jako žádný jiný kolibřík. Samice buduje hnízdo v chráněné oblasti v jehličnanu nebo keři.